# Argythamnia
Argythamnia é um género botânico pertencente à família Euphorbiaceae.

## Sinonímia
| - Argithamnia Sw. var. ortográfica. - Argothamnia Spreng. var. ortográfica. - Argyrothamnia Müll.Arg. var. ortográfica. | - Argytamnia Duchesne var. ortográfica. - Odotalon Raf. - Serophyton Benth. |

## Espécies
Apresenta 58 espécies:
| - Argythamnia adenophora - Argythamnia anisotricha - Argythamnia aphoroides - Argythamnia argentea - Argythamnia berteroana - Argythamnia boliviensis - Argythamnia brandegei - Argythamnia brasiliensis - Argythamnia breviramea - Argythamnia calycina - Argythamnia candicans - Argythamnia canescens - Argythamnia cantonensis - Argythamnia catamarcensis - Argythamnia cochensis - Argythamnia desertorum - Argythamnia dioica - Argythamnia erubescens - Argythamnia fasciculata - Argythamnia fendleri | - Argythamnia foliosa - Argythamnia gardneri - Argythamnia guatemalensis - Argythamnia gymnadenia - Argythamnia haplostigma - Argythamnia herbacea - Argythamnia heterantha - Argythamnia humilis - Argythamnia illimaniensis - Argythamnia lanceolata - Argythamnia lancifolia - Argythamnia laevis - Argythamnia lineata - Argythamnia manzanilloana - Argythamnia melochiaeflora - Argythamnia mercurialina - Argythamnia mollis - Argythamnia montevidensis - Argythamnia neo - Argythamnia palmeri | - Argythamnia pauciflora - Argythamnia pavoniana - Argythamnia pilosissima - Argythamnia pringlei - Argythamnia purpurascens - Argythamnia quinquecuspidata - Argythamnia ruiziana - Argythamnia schiedeana - Argythamnia serrata - Argythamnia sericea - Argythamnia sericophylla - Argythamnia simoniana - Argythamnia sponiella - Argythamnia stahlii - Argythamnia tinctoria - Argythamnia tricocca - Argythamnia tricuspidata - Argythamnia tuberculata |

## Nome e referências
Argythamnia P.Br.